# Eugen Richter

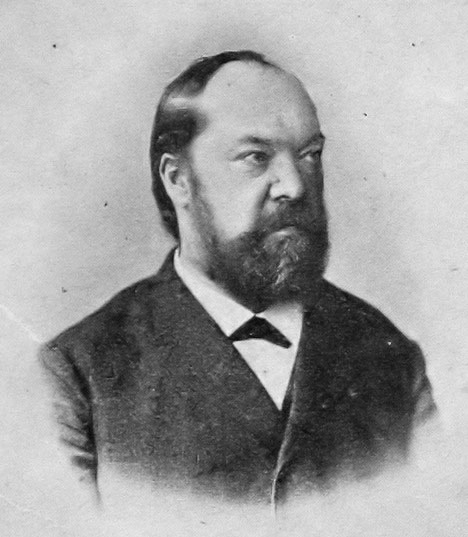
Eugen Richter (1838-1906)

Eugen Richter (Düsseldorf, 30 juli 1838 - Lichterfelde (Berlijn), 10 maart 1906) was een liberaal Duits politicus en publicist.

## Biografie
Richter was een van de leidende figuren in de links-liberale Deutsche Fortschrittspartei. Hij zetelde in de Reichstag, waar hij zich ontpopte tot een uitdager van rijkskanselier Otto von Bismarck. Hij was ook een veelschrijver van boeken, pamfletten en opiniestukken. In 1891 publiceerde hij Sociaaldemocratische toekomstbeelden, een politieke toekomstroman, als satire van het leven onder het socialisme. Het boek voorspelde de opkomst en de val van het communisme en kan gezien worden als een voorloper van George Orwell's 1984.